# РНК-вакцина
РНК-вакцина, вакцина на основі рибонуклеїнової кислоти — вакцина, діюча частина якої — рибонуклеїнова кислота (зазвичай матрична, мРНК), що кодує білок, характерний для патогена. Крім власне РНК, у вакцині присутня ліпідна оболонка, що захищає РНК від руйнування і забезпечує проникнення РНК в клітину.
Коли вакцинна РНК потрапляє в клітину, клітинні механізми синтезу білків продукують закодований в РНК білок. Цей білок діє як антиген: його виявляє імунна система організму і навчається на цьому білку — в організмі формується імунітет. Надалі, при потраплянні в організм патогена, імунна система пізнає його по вже відомому білку і знищує інфекцію, не даючи розвинутися захворюванню.

## Загальний опис

РНК-вакцини можуть бути розроблені проти всіх білкових антигенів, оскільки після вакцинації РНК-вакциною під час трансляції з матриці РНК утворюється білок. Білки можуть походити, наприклад, з вірусів, бактерій або пухлин (пухлинний антиген). Використання РНК-вакцин для імунізації проти вірусних інфекційних захворювань означає, що в організм більше не вводяться репродуктивні патогени або їхні фрагменти, як у випадку мертвих вакцин, а тільки мРНК антигенів з допоміжною речовиною, яка вводить РНК в клітини (реагент для трансфекції). Якщо трансфіковані мРНК клітини тимчасово представляють цей компонент вірусу, з яким необхідно боротися, імунний захист вакцинованої людини вчиться розщеплювати антиген і, в разі реальної інфекції, захищати його від природного патогена. Результат: господар (людина або тварина) набуває імунітет.
Щоб створити мРНК-вакцину проти вірусу, не потрібен сам вірус, досить мати його секвенований і розшифрований геном. Вакцинна мРНК створюється на основі короткої генетичної послідовності з геному вірусу, яка кодує білок вірусу (зазвичай поверхневий, за допомогою якого вірус проникає в клітину). Синтезована мРНК поміщається в ліпідну наночастинку, яка доставляє вакцинну мРНК всередину клітини. Усередині клітини мРНК взаємодіє з генетичним механізмом клітини, і він синтезує закодований в ній вірусний білок. Потім цей білок виходить на поверхню клітини, і імунна система організму починає на нього реагувати, в процесі цієї реакції виробляється імунна відповідь на вірусний білок.

## Типи РНК-вакцин
На 2018 рік створено три типи РНК-вакцин, всі на основі матричної РНК:
1. мРНК-вакцина, що не реплікується
2. мРНК-вакцина, що самореплікується
3. Дендритна клітинна мРНК-вакцина, що не реплікується

## Примітка
1. ↑  PP-PFE-RUS-0170, 2020.
2. ↑  Blackburn, 2018, с. 2.